# 裸茎延胡索
裸茎延胡索（学名：Corydalis gyrophylla），为罂粟科紫堇属下的一个植物种。